# かたぬき絵本
かたぬき絵本（かたぬきえほん・型抜き絵本）とは、ページの一部に穴を開け、ページをめくった時の意外な変化を楽しむ、一種のしかけ絵本のこと。厚紙を素材に、印刷と型抜きが施されることが多い。
古くは、イタリアの絵本作家、アーティストのブルーノ・ムナーリの実験的な絵本作品群がよく知られている。
絵本作家ロイス・エラート（エイラトとも）の"COLOR FARM"もコンセプチュアルな知育絵本として知られている。
日本の作品としては、いしかわこうじの「どうぶついろいろかくれんぼ」・「のりものいろいろかくれんぼ」かたぬきえほんシリーズ、駒形克己の"LITTLE EYES"シリーズなどが有名である。